# Wikariat Sant’Agata dei Goti
Wikariat Sant’Agata dei Goti – jeden z 4 wikariatów rzymskokatolickiej diecezji Cerreto Sannita-Telese-Sant’Agata de’ Goti we Włoszech. 
Według stanu na wrzesień 2017 w skład wikariatu Sant’Agata dei Goti wchodziło 18 parafii rzymskokatolickich. 

## Lista parafii
Źródło:
| Lp. | Miejscowość         | Parafia                                                   | Grafika | Kościół                                                                 | Adres                                           | Proboszcz                      |
| --- | ------------------- | --------------------------------------------------------- | ------- | ----------------------------------------------------------------------- | ----------------------------------------------- | ------------------------------ |
| 1   | Dugenta             | Parafia św. Andrzeja Apostoła                             |         | Kościół św. Andrzeja Apostoła w Dugenta                                 | Traversa I Via Stazione, 2030 Dugenta (BN)      | Mons. Gennaro Barbieri         |
| 2   | Dugenta             | Parafia św. Mikołaja, biskupa                             |         | Kościół św. Mikołaja w Dugenta                                          | Via San Nicola 51, 82030 Dugenta (BN)           | don Giuseppe Oropallo          |
| 3   | Durazzano           | Parafia Najświętszej Maryi Panny i św. Erazma, męczennika |         | Kościół Najświętszej Maryi Panny i św. Erazma w Durazzano               | Via Umberto I, 82015 Durazzano (BN)             | Mons. Michele Meccariello      |
| 4   | Frasso Telesino     | Parafia św. Juliany, dziewicy i męczennicy                |         | Kościół św. Juliany we Frasso Telesino                                  | Via Piano Dei Santi, 82030 Frasso Telesino (BN) | don Neculai Dobos              |
| 5   | Frasso Telesino     | Parafia Najświętszej Maryi Panny z góry Karmel            |         | Kościół Najświętszej Maryi Panny z góry Karmel we Frasso Telesino       | Via Tuoro, 82030 Frasso Telesino (BN)           | don Neculai Dobos              |
| 6   | Frasso Telesino     | Parafia św. Andrzeja Apostoła                             |         | Kościół św. Andrzeja Apostoła we Frasso Telesino                        | Contrada Nansignano, 82030 Frasso Telesino (BN) | don Enrico Cavaliere           |
| 7   | Sant’Agata de’ Goti | Parafia Najświętszej Maryi Panny Wniebowziętej            |         | Konkatedra Najświętszej Maryi Panny Wniebowziętej w Sant’Agata de’ Goti | Via Umberto I, 82019 Sant’Agata de’ Goti (BN)   | don Antonio Abbatiello         |
| 8   | Sant’Agata de’ Goti | Parafia Zwiastowania Najświętszej Maryi Panny             |         | Kościół Zwiastowania Najświętszej Maryi Panny w Sant’Agata de’ Goti     | Via Caudina, 82019 Sant’Agata de’ Goti (BN)     | don Franco Iannotta            |
| 9   | Sant’Agata de’ Goti | Parafia św. Józefa                                        |         | Kościół św. Józefa w Sant’Agata de’ Goti                                |                                                 | don Di Lorenzo Giuseppe        |
| 10  | Sant’Agata de’ Goti | Parafia Najświętszej Maryi Panny Wniebowziętej            |         | Kościół Najświętszej Maryi Panny Wniebowziętej w Sant’Agata de’ Goti    |                                                 | don Di Lorenzo Giuseppe        |
| 11  | Sant’Agata de’ Goti | Parafia św. Michała                                       |         | Kościół św. Michała w Sant’Agata de’ Goti                               |                                                 | Mons. Mario Sciarretta         |
| 12  | Sant’Agata de’ Goti | Parafia Najświętszej Maryi Panny z Palmentata             |         | Kościół Najświętszej Maryi Panny z Palmentata w Sant’Agata de’ Goti     |                                                 | don Iadevaia Antonio           |
| 13  | Sant’Agata de’ Goti | Parafia Najświętszej Maryi Panny Zasmuconej               |         | Kościół Najświętszej Maryi Panny Zasmuconej w Sant’Agata de’ Goti       |                                                 | don Iadevaia Antonio           |
| 14  | Sant’Agata de’ Goti | Parafia św. Piotra                                        |         | Kościół św. Piotra w Sant’Agata de’ Goti                                |                                                 | don Raccio Antonio             |
| 15  | Sant’Agata de’ Goti | Parafia św. Sylwestra, papieża                            |         | Kościół św. Sylwestra w Sant’Agata de’ Goti                             |                                                 | don Raccio Antonio             |
| 16  | Sant’Agata de’ Goti | Parafia św. Tomasza z Akwinu                              |         | Kościół św. Tomasza z Akwinu w Sant’Agata de’ Goti                      |                                                 | don Napolitano Domenico Angelo |
| 17  | Sant’Agata de’ Goti | Parafia św. Michała Archanioła                            |         | Kościół św. Michała Archanioła w Sant’Agata de’ Goti                    |                                                 | don Napolitano Domenico Angelo |
| 18  | Valle di Maddaloni  | Parafia św. Piotra Apostoła i św. Pankracego, męczennika  |         | Kościół św. Piotra Apostoła i św. Pankracego w Valle di Maddaloni       |                                                 | don Meccariello Giovanni       |